# Phalereus
Phalereus (altgriechisch Φαληρεύς Phalēreús) ist eine Person der griechischen Mythologie. 
Nach einem Scholion zu Homers Odyssee ist er der Sohn des Ikarios und der Asterodeia, die Tochter des Eurypylos. Seine Geschwister sind Amasichos, Thoon, Pheremmelias, Perilaos, Mede und Penelope, die spätere Gattin des Odysseus.